# Kaczkowo (województwo wielkopolskie)
Kaczkowo (niem. Katschkau) – wieś w Polsce położona w województwie wielkopolskim, w powiecie leszczyńskim, w gminie Rydzyna. W 2009 Kaczkowo liczyło 417 mieszkańców.
Kaczkowo leży przy drodze krajowej nr 5 oraz linii kolejowej Poznań-Wrocław (przystanek kolejowy Kaczkowo).

## Historia
Wieś położona jest na historycznych rubieżach Śląska, w skład którego wchodziła do 1920 (jako część powiatu Góra). W wyniku ustaleń traktatu wersalskiego włączona została do Polski, wraz z kilkoma okolicznymi wsiami. 
W latach 1954–1959 wieś należała i była siedzibą władz gromady Kaczkowo, po jej zniesieniu w gromadzie Rydzyna. W latach 1975–1998 miejscowość administracyjnie należała do województwa leszczyńskiego.

## Zabytki i atrakcje turystyczne
We wsi znajduje się zabytkowy kościół pw. św. Marcina z 1674 roku, z wieżą z 1729, przebudowaną w 1817. Zachowało się wyposażenie wnętrza z XVIII wieku.
Zespół dworsko-pałacowy pochodzi z XIX wieku.

## Gospodarka
W Kaczkowie działa Rolnicza Spółdzielnia Produkcyjna.